# Richard Wisser
Richard Wisser (* 5. Januar 1927 in Worms; † 12. März 2019 ebenda) war ein deutscher Philosoph.

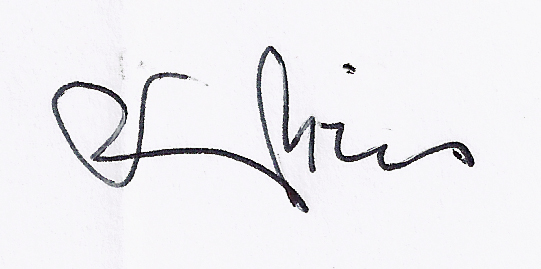
Richard Wisser. Signatur 1995

## Leben
Wisser studierte Philosophie, Psychologie und Vergleichende Kulturwissenschaften an der Johannes Gutenberg-Universität Mainz und an einer Universität in Córdoba (Argentinien). 1954 wurde er mit einer Arbeit über Leibniz und Vico bei Fritz-Joachim von Rintelen an der Johannes Gutenberg-Universität Mainz promoviert. Anschließend war er dort wissenschaftlicher Assistent. 1965/66 habilitierte er sich für Philosophie. 1971 wurde er zum Professor ernannt. In seiner Forschung und Lehre befasste er sich vor allem mit den Philosophien von Martin Heidegger und Karl Jaspers.
Von 1952 bis 1958 war Wisser Vorstandsmitglied der Allgemeinen Gesellschaft für Philosophie in Deutschland.
1992 wurde Wisser das Bundesverdienstkreuz verliehen. 2007 wurde er mit dem Ehrenring der Stadt Worms ausgezeichnet, unter anderem wegen seines Beitrags am Wormser Memorandum. 2017 erhielt er einen kroatischen Staatsorden.

## Veröffentlichungen (Auswahl)
- Sinn und Sein. Ein philosophisches Symposion. Fritz Joachim v. Rintelen gewidmet. Niemeyer, Tübingen 1960.
- Integritas. Geistige Wandlung und menschliche Wirklichkeit. Karl Holzamer gewidmet. (Hrsg. mit Dieter Stolte) Rainer Wunderlich Verlag Hermann Leins, Tübingen 1966.
- Verantwortung im Wandel der Zeit. Einübung in geistiges Handeln: Jaspers, Buber, C. F. v. Weizsäcker, Guardini, Heidegger. Von Hase & Koehler Verlag, Mainz 1967.
- Martin Heidegger im Gespräch. Karl Alber, Freiburg i. Br. / München 1970 (Übersetzungen ins Englische, Französische, Italienische, Spanische, Portugiesische, Schwedische und Japanische). ISBN 3-495-47188-X.
- Martin Heidegger – Unterwegs im Denken. Symposion im 10. Todesjahr. Karl Alber, Freiburg i. Br. / München 1987. ISBN 3-495-47631-8.
- Karl Jaspers – Philosophie in der Bewährung. Königshausen & Neumann, Würzburg 1995.
- Philosophische Wegweisung. Königshausen & Neumann, Würzburg 1996.
- Kein Mensch ist einerlei – Spektrum und Aspekte „kritisch-krisischer Anthropologie“. Königshausen & Neumann, Würzburg 1997.
- Vom Weg – Charakter philosophischen Denkens. Königshausen & Neumann, Würzburg 1998.
- Übergänge – Wege zum Wesen in Gedichten. Hager, Stolzalpe 2012.